# Thégra
Thégra é uma comuna francesa na região administrativa de Occitânia, no departamento de Lot. Estende-se por uma área de 12,82 km². Em 2010 a comuna tinha 490 habitantes (densidade: 38,2 hab./km²).